# Lijst van Zuid-Afrikaanse ministers van Binnenlandse Zaken
Hieronder volgt een lijst van ministers van Binnenlandse Zaken van Zuid-Afrika (Afrikaans: Ministers van Binnelandse Sake, Engels: Ministers of Home Affairs).

## Ministers van Binnenlandse Zaken (1910–1994)
| Persoon                        | Periode   | Partij                         | Kabinet(ten)                                           |
| ------------------------------ | --------- | ------------------------------ | ------------------------------------------------------ |
| Jan Smuts                      | 1910–1912 | SAP (vanaf 1911)               | L. Botha                                               |
| Abraham Fischer                | 1912–1913 | SAP                            | L. Botha                                               |
| Jan Smuts                      | 1913–1915 | SAP                            | L. Botha                                               |
| Hendrik Schalk Theron          | 1915      | SAP                            | L. Botha                                               |
| Jan Smuts                      | 1915–1919 | SAP                            | L. Botha                                               |
| Thomas Watt                    | 1919–1921 | SAP                            | Smuts                                                  |
| Patrick Duncan                 | 1921–1924 | SAP                            | Smuts                                                  |
| Daniel François Malan          | 1924–1933 | NP                             | Hertzog                                                |
| Jan Hofmeyr                    | 1933–1936 | SAP (tot 1934) VP (vanaf 1934) | Hertzog                                                |
| Richard Stuttaford             | 1936–1939 | VP                             | Hertzog                                                |
| Harry Gordon Lawrence          | 1939–1943 | VP                             | Smuts                                                  |
| Charles Francis Clarkson       | 1943–1948 | VP                             | Smuts                                                  |
| Harry Gordon Lawrence          | 1948      | VP                             | Smuts                                                  |
| Theophilus Dönges              | 1948–1958 | NP                             | Malan (1948–1954) Strijdom (1954–1958) Verwoerd (1958) |
| Jozua François Naudé           | 1958–1961 | NP                             | Verwoerd                                               |
| Johannes de Klerk              | 1961–1966 | NP                             | Verwoerd                                               |
| Pieter Mattheus Kruger Le Roux | 1966–1968 | NP                             | Verwoerd (1966) Vorster (1966–1968)                    |
| Lourens Muller                 | 1968–1970 | NP                             | Vorster                                                |
| Marais Viljoen                 | 1970      | NP                             | Vorster                                                |
| Theo Gerdener                  | 1970–1972 | NP                             | Vorster                                                |
| Connie Mulder                  | 1972–1978 | NP                             | Vorster                                                |
| Alwyn Schlebusch               | 1978–1980 | NP                             | P.W. Botha                                             |
| Chris Heunis                   | 1980–1982 | NP                             | P.W. Botha                                             |
| Frederik Willem de Klerk       | 1982–1985 | NP                             | P.W. Botha                                             |
| Stoffel Botha                  | 1985–1989 | NP                             | P.W. Botha                                             |
| Gene Louw                      | 1989–1992 | NP                             | De Klerk                                               |
| Louis Pienaar                  | 1992–1993 | NP                             | De Klerk                                               |
| Danie Schutte                  | 1993–1994 | NP                             | De Klerk                                               |

## Ministers van Binnenlandse Zaken sinds 1994
| Persoon | Persoon                 | Periode    | Partij | Kabinet(ten)                               |
| ------- | ----------------------- | ---------- | ------ | ------------------------------------------ |
|         | Mangosuthu Buthelezi    | 1994–2004  | IFP    | Mandela (1994–1999) Mbeki I (1999–2004)    |
|         | Nosiviwe Mapisa-Nqakula | 2004–2009  | ANC    | Mbeki II (2004–2008) Motlanthe (2008–2009) |
|         | Nkosazana Dlamini-Zuma  | 2009–2012  | ANC    | Zuma I                                     |
|         | Naledi Pandor           | 2012–2014  | ANC    | Zuma I                                     |
|         | Malusi Gigaba           | 2014–2017  | ANC    | Zuma II                                    |
|         | Hlengiwe Mkhize         | 2017       | ANC    | Zuma II                                    |
|         | Ayanda Dlodlo           | 2017–2018  | ANC    | Zuma II                                    |
|         | Malusi Gigaba           | 2018       | ANC    | Ramaphosa I                                |
|         | Siyabonga Cwele         | 2018–2019  | ANC    | Ramaphosa I                                |
|         | Aaron Motsoaledi        | 2019–2024  | ANC    | Ramaphosa II                               |
|         | Leon Schreiber          | sinds 2024 | DA     | Ramaphosa III                              |